# Alex Peters
Alex James Peters (Londen, 31 maart 1994) is een Engels voormalig wielrenner die anno 2018 rijdt voor SEG Racing Academy.

## Carrière
Ondanks een doorlopend contract bij Team Sky zette Peters in 2017 twee stappen terug naar SEG Racing Academy. Dit deed hij in samenspraak met de ploeg, nadat hij zich in 2016 vanwege persoonlijke omstandigheden niet volledig kon focussen op zijn wielercarrière. In juli zette hij definitief een punt achter zijn carrière, zonder dat jaar een koers te hebben gereden.

## Overwinningen
2014
Jongerenklassement An Post Rás
2015
Jongerenklassement Ronde van Normandië
4e etappe Ronde van Bretagne

## Ploegen
- 2013 –  Madison Genesis
- 2014 –  Madison Genesis
- 2015 –  SEG Racing
- 2015 –  Team Sky (stagiair vanaf 1-8)
- 2016 –  Team Sky
- 2017 –  SEG Racing Academy (tot 10-7)

van den Berg · Biermans · Bokeloh · Bouwman · Bovenhuis · van Dongen · Gunst · Havik · Jakobsen · Jiang · Klaris · Lammertink · Leemans · Loh · McCarthy · Peters
Boswell · Deignan · Earle · Eisel · Fenn · Froome · Seb.Henao · Ser.Henao · Kennaugh · Kiryjenka   · Knees · König · López · Nieve · Nordhaug · Pate · Poels · Porte · Puccio · Roche · Rowe · Siwtsow · Stannard · Sutton · Swift · Thomas · Viviani · Wiggins   (tot 12/04) · Zandio · Geoghegan Hart (stagiair) · Peters (stagiair)
Boswell · Deignan · Fenn · Froome · Gołaś · Seb.Henao · Ser.Henao · Intxausti · Kennaugh · Kiryjenka   · Knees · König · Kwiatkowski · Landa · López · Moscon · Nieve · Nordhaug · Peters · Poels · van Poppel · Puccio · Roche · Rowe · Stannard · Swift · Thomas · Viviani · Zandio · Doull (stagiair)
Affini · van den Berg · Bol · Cullaigh · Eriksson · Evensen · Jakobsen · Janssen · de Jong · Kooistra · Lenderink · Maas · Peters · Schelling · de Vries · Williams · Meeus (stagiair)